# Kartitsch
Kartitsch est une commune autrichienne du district de Lienz dans le Land de Tyrol.

## Géographie
Kartitsch est située dans le Tyrol oriental. La commune se trouve à l'extrémité ouest de la vallée de la Gail, entre les Alpes de Gailtal au nord et les Alpes carniques au sud, près du passage au val Pusteria.

## Personnage célèbre
- Tanja Schneider (1974) skieuse alpine